# ألكسندر دوشكين

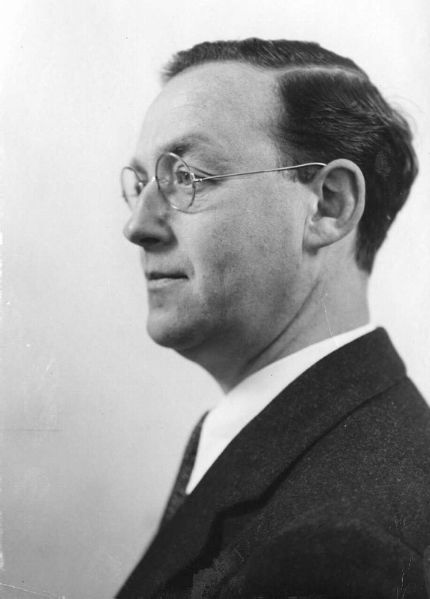
الكسندر مردخاي دوشكين

كان ألكسندر مردخاي دوشكين (21 أغسطس 1890، سوالكي - 2 يونيو 1976، القدس) معلم للغة العبرية ومفكر تربوي إسرائيلي.

## حياته
ولد ألكسندر مردخاي دوشكين لأبوين هما زائيف وميريام دوشكين في سووالكي في بولندا (التي كانت آنذاك جزءًا من الإمبراطورية الروسية). وعندما بلغ عمره 11 عامًا، وهاجر مع عائلته إلى الولايات المتحدة الأمريكية.
وفي عام 1911 تخرج بدرجة البكالوريوس من كلية مدينة نيويورك، وفي عام 1913 حصل على درجة الماجستير من جامعة كولومبيا، وفي عام 1914 تخرج من مدرسة المعلمين التابعة للمدرسة الحاخامية في أمريكا. وفي عام 1918 حصل على درجة الدكتوراه من كلية التربية بجامعة كولومبيا عن أطروحة بعنوان «التعليم اليهودي في مدينة نيويورك».
وفي عام 1919 سافر إلى فلسطين، ليعمل حتى عام 1921 في التدريس في مدرسة المعلمين في القدس، وكان أول مفتش عام على المدارس اليهودية في تلك المنطقة في ظل سلطة الانتداب البريطاني. 
وفي عام 1934 هاجر بشكل نهائي إلى أرض إسرائيل. وفي عام 1935 أسس قسم التربية في الجامعة العبرية في القدس. ثم عاد إلى الولايات المتحدة، وكان أحد منظمي التعليم اليهودي في شيكاغو.
وفي عام 1935، أسس ألكسندر دوشكين، بالاشتراك مع إليعازر ريجر وبن تسيون دينور، مدرسة ثانوية مدتها ست سنوات في بيت هاكيرم في القدس (وهي الآن: مدرسة الجامعة العبرية وتقع بالقرب من الجامعة العبرية في القدس) وكان دوشكين أول مدير له.

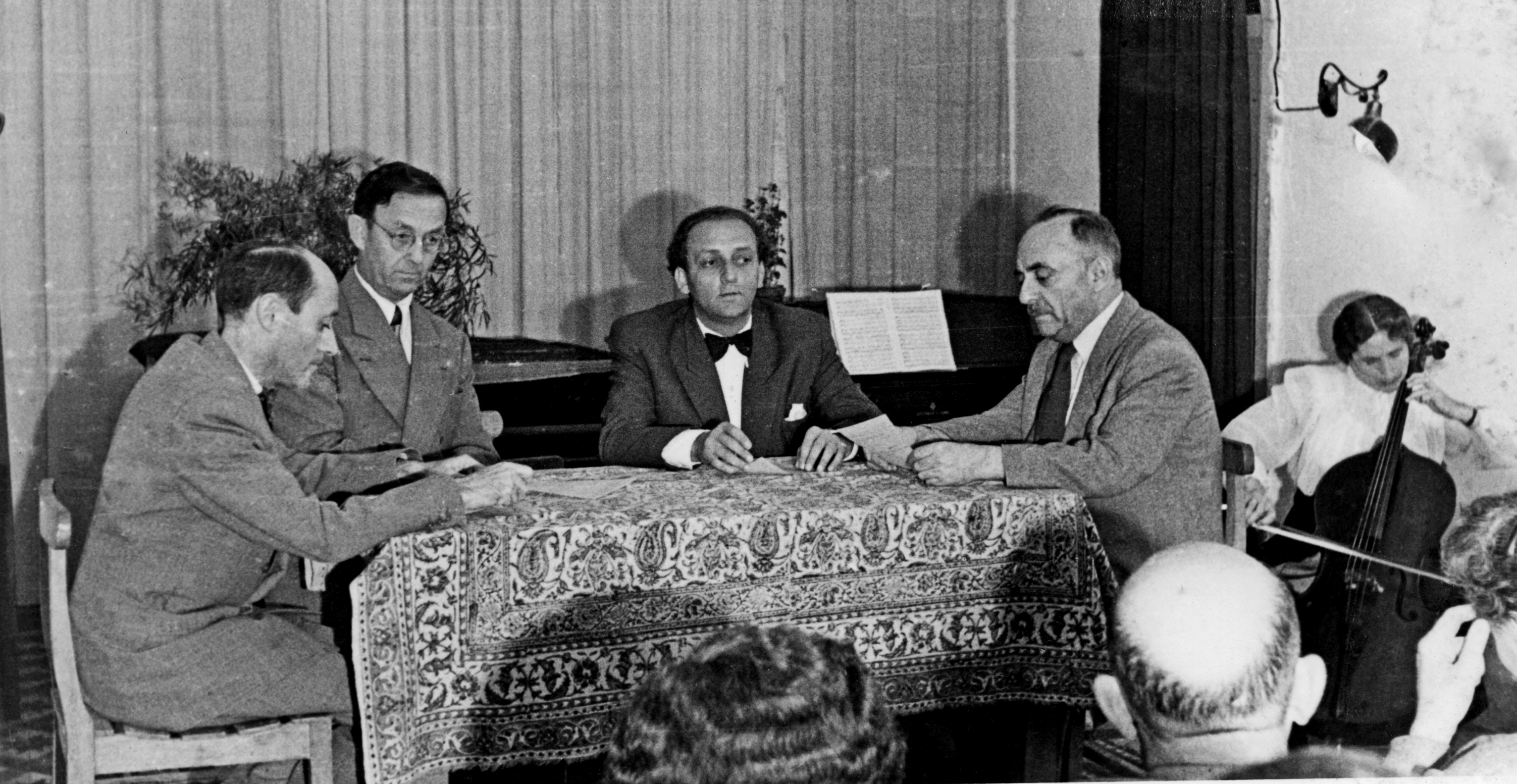
حفل في أكاديمية القدس للموسيقى (1950). من اليسار: جوزيف تال، ألكسندر دوشكين، فرانك بيليغ، موشيه زمورا، ثيلما يلين

وبعد قيام الدولة، ترأس دوشكين لجنة الإصلاح والتغيير التي كلفت بوجه خطة لتنظيم التدريس في الجامعات في إسرائيل.

## عائلته
كان شقيقه الأصغر شموئيل دوشكين عازف كمان معروف.

## جوائز
حصل على جائزة إسرائيل في التعليم عام 1968.

## كتبه
- مؤسسات التنوير: في السنوات 1909-1901: قائمة إحصائية - 1921.
- التربية اليهودية في الشتات - مشكلة المعلمين - القدس - 1968.
- الجسور الحية، مذكرات المربي - القدس - دار كيتير للنشر - 1975